# هاینتس گریشر
هاینتس گریشر (آلمانی: Heinz Gerischer؛ ۳۱ مارس ۱۹۱۹ – ۱۴ سپتامبر ۱۹۹۴) یک شیمی‌دان اهل آلمان بود.